# Ďurkov
Ďurkov (maďarsky Györke) je obec v okrese Košice-okolí na východním Slovensku. Leží asi 1 km východně od toku řeky Olšava.

## Historie
Ďurkov je poprvé písemně zmiňován v roce 1323 jako Gurke. V roce 1427 patřila ves rodu Ruszkai a měla 51 port. V roce 1828 zde bylo 77 domů a 546 obyvatel. Do roku 1918 byla obec součástí Uherska. V letech 1938 až 1944 byla kvůli první vídeňské arbitráži součástí Maďarska.

## Pamětihodnosti
- Reformovaný kostel, jednolodní původně pozdně gotická stavba ze 16. století s polygonálním ukončením presbytáře a představenou věží. Téměř kompletně byl přestavěn v roce 1912.[4]
- Kurie Endre Rakovského, jednopodlažní dvoutraktová pozdně barokní stavba na půdorysu písmena T (z druhé poloviny 18. století). Úpravami prošla v 19. století.[5]
- Pomník obětem první světové války, sochařské dílo z roku 1918.